# Hasan Vanlıoğlu
Hasan Vanlioglu (ur. 25 sierpnia 1988) – turecki judoka.
Uczestnik mistrzostw świata w 2011, 2013 i 2015. Startował w Pucharze Świata w latach 2008-2013 i 2015-2017. Brązowy medalista mistrzostw Europy w 2011. Triumfator igrzysk śródziemnomorskich w 2013. Trzeci w drużynie na igrzyskach solidarności islamskiej w 2017 roku.